# 만약 내일이 맑다면
《만약 내일이 맑다면》(もしも明日が晴れならば 모시모 아시타가 하레나라바[*])(약칭 모시라바)은 일본의 파렛트가 2006년 2월 24일에 발매한 연애 어드벤처 게임이다.

## 개요
파렛트의 5번째에 해당하는 작품으로서, light부터 이적해온 쿠스쿠스가 원화를, NYAON이 시나리오를 담당하였다. 공략이 가능한 메인 히로인은 4명.
어릴적부터 오랫동안 지내왔고 마침내는 연인이 된 아키호가 갑작스레 병으로 세상을 떠나고, 그로 인해 시작되는 이야기를 담은 연애 어드벤쳐 게임으로서 울음게 혹은 수면게로 분류된다.

## 줄거리
어릴적 어머니를 여의고 아버지와 단 둘이서 지내던 소년 카즈키의 집에, 어느날 난데없이 아키호와 츠바사라고 하는 2명의 자매가 집으로 오게 된다.
사정을 들으면 두 사람은 사고로 양친 모두를 잃었다고 한다. 하지만 다른 친척들은 전부 양육을 꺼려하였고, 먼 친척이었던 아버지는 거기에 분노하여 "이 아이들은 내가 기르겠다" 하며 집으로 데리고 오게 된 것이었다.
그날부터 10년 동안 카즈키, 아키호, 츠바사는 친 남매와 같이 사이좋게 지내왔다. 그리고 카즈키는 오랫동안 지내온 아키호를 여자로서 생각하게 되고 고심 끝에 여름방학을 앞둔 날 아키호에게 고백을 한다, 아키호는 승낙했고 두 사람은 연인사이가 된다.
하지만 며칠 후, 아키호는 돌연 병에 걸려 어이없게 세상을 떠나고 만다. 머릿속은 절망으로 가득찼고, 허무하게 여름방학을 보낸 카즈키. 그리고 개학을 앞둔 날, 츠바사와 둘이서 새로운 학원 생활을 시작하자 다짐한 카즈키였지만, 그 날부터 계속 이 세상에는 없을 아키호의 환영을 계속 보게되는데.
…하지만 그것은 환영 같은것이 아니었다. 카즈키와 츠바사를 만나기 위해 아직 성불하지 못한 아키호의 영혼이었다 ….

## 등장 인물

### 메인 캐릭터
하토바 카즈키 (鳩羽 一樹, はとば かずき）
본 작품의 주인공, 성격은 조용하고 다정한 편이다.
감정의 변화가 적은 편이어서 아키호의 장례식에서도 눈물은 보이지 않았었다. 하지만 누구보다도 절망하고 슬퍼한건 카즈키였다. 노노사키 자매의 부친은 카즈키의 아버지와 사촌관계였기 때문에, 카즈키와 노노사키 자매는 오촌에 해당한다. 카즈키의 아버지는 학원의 여름방학의 개학을 하루 앞두고 해외출장을 가버렸기 때문에, 츠바사와 단 둘이서 보내게 되었는데....
노노사키 아키호(野乃崎 明穂, ののさき あきほ)
성우：니시다 코무기
노노사키 자매중 언니이며 카즈키와는 동갑으로, 카즈키와는 학원에서 9년간 같은 반이었다. 성적은 우수에 스포츠 만능, 그리고 무엇이든 실수없이 처리하는 능력에 성격도 좋아, 학원에서는 마돈나적인 존재였다. 오지랖이 넓으며, 항상 참견하기를 좋아하며 카즈키를 「카즈쨩」이라 부르며 귀여워하고 있다. 고백을 받은 다음날 급성폐렴과 패혈증으로 세상을 떠난다. 생전에는 꽃을 돌보는것을 좋아한지라, 카즈키와는 단 둘이서 원예부에서 활동을 하고 있었다.
노노사키 츠바사 (野乃崎 つばさ, ののさき つばさ)
성우：미루
아키호의 동생. 카즈키를 「오빠」라고 부르며 그리워 하고 있지만, 실은 카즈키를 짝사랑하고 있었다. 순수하고 아이같으며 울보에 벌레를 무서워하며 외로움을 잘탄다. 언제나 분발하며 잘해볼려고 적극적이지만, 그러면 그럴수록 더욱 더 실수를 연발하곤 한다. 학원에서는 연극부에 소속되어 있다.
미나토가와 타마미 (湊川 珠美, みなとがわ たまみ)
성우：AYA
츠바사와 같은 반이며 친한 친구. 관서 사투리를 쓴다. 변두리의 신사에 사는 무녀이며 현세에 떠도는 영혼을 성불시키는「오니기리」의 역할을 맡고 있다. 심지가 굳으며 남자를 싫어하기에 평상시부터 카즈키에게 적대감을 보이고 있다. 하지만 실은 츠바사를 굉장히 좋아하며 호감을 가지고 있기에, 츠바사와 단 둘이 사는 카즈키를 질투하는 것이었다.
치하야 (千早, ちはや)
성우：마키 이즈미
카즈키들이 다니는 히메미야 학원의 뒷뜰에 때때로 나타나는 수수께끼의 소녀. 언제나 유카타를 입고 다닌다. 정체는 자귀나무에 사는 역병신이며 심약하며 낯가림이 심하다. 아키호가 유령이 된 것과 관련하여 무언가 중요한 비밀을 알고 있는 것 같은데....

### 서브 캐릭터
코우사카 아야노(香坂 彩乃, こうさか あやの)
성우 : 잇시키 히카루
카즈키와 같은 반의 친구이며 반장을 맡고 있다. 친구들은 「위원장」으로 부른다. 학교에서의 성적은 약간 낮은 편이나 누구에나 상냥하게 대하며, 생전에 아키호들과도 친했었다. 언제나 호루라기를 목에 매달고 다니며, 츠바사가 소속되어있는 연극부의 부장을 맡고 있다. 남몰래 카즈키를 짝사랑하고 있지만, 카즈키 주변의 상황이 여의치 않아, 그 생각을 전하지 못하고 있다.
시로사와 미유키 (白澤 美幸, しろさわ みゆき)
성우 : 요시자와 유우아
카즈키의 반을 담당하는 담임선생님. 언제나 친절하며 항상 웃는 모습을 보이고 있기에 학생들에게서 인기가 높다. 그러나 지각이나 수업 태도에 관해서는 엄격한편이다.
아즈마 나오유키 (東 直之, あずま なおゆき)
성우 : 코이케 타케조
카즈키의 같은반 친구이며. 약간 섬세하지 못한 면도 있지만 근본은 친절하며, 아키호를 잃은 카즈키를 걱정하고 있다. 언제나 밝은 무드 메이커이며 축구부에 소속되어 있다. 유일하게 위원장을 신경쓰게 만드는 존재이기도 하다.
에노모토 켄스케 (榎本 謙介, えのもと けんすけ)
성우 : 나카모토 신스케
히메미야 학원의 수학 교사이며 학원내에서 가장 엄격한 선생이다. 학생들은「에노켄」이라 부른다.
에노모토 미노루 (榎本 実, えのもと みのる)
성우 : 카미즈키 아오이
chapter4에서 등장하는 에노모토 선생의 아들. 상점가에서 교통사고를 당해 사망하나 성불하지 못하고 유령이 된다.
카키자키 아야메 (柿崎 あやめ, かきざき あやめ)
성우 : 쿠라타 마리야
타마미 루트에서 등장하는 유령. 생전의 미련이 남아 상점가의 지박령이 되어 이따금 나타나고 있다
지젤 (ジゼル)
성우 : 호시노 미쿠
카즈키가 기르는 고양이. 어릴 적, 길에 버려져 있던 것을 3명이서 주워와 길렀다. 처음 기를 때엔 새끼 고양이였지만, 살이 찔것을 염려하여 다이어트를 하는 아키호가 분풀이격으로, 먹이를 마구잡이로 준 탓에 지금은 매우 통통해진 상태다.

## 각 Chapter의 타이틀
- Prologue:The Long Goodbye
- Chapter1:GHOST
- Chapter2:오니히메
- Chapter3:날개를 펴고
- Chapter4:버스데이
- Chapter4.5:어느 주말
- Chapter5:Dance with the lovers
- Chapter6
  - 아키호 루트:붉은 실
  - 츠바사 루트:As you like
  - 타마미 루트:My Duty
  - 치하야 루트:속죄

## 작품 평가
『만약 내일이 맑다면』은 2006년 Getchu.com 미소녀 게임 랭킹에서 6개의 부문에서 상위 10위 안에 들었고. 그 중 3개의 부문에서는 1위를 차지하였다.
- 종합 5위
- 시나리오 1위
- 음악 1위
- 영상 3위
- 히로인 1위(노노사키 아키호)
- 시스템 4위

## 제작 스태프
- 원화 - 쿠스쿠스
- 시나리오 - NYAON
- 음악 - 히구치 히데키, BURTON
- 주제가(4개의 곡 모두) 작사·작곡·편곡:히구치 히데키, 노래:WHITE-LIPS)
  - 만약 내일이 맑다면 (오프닝 곡)
  - 고요함(삽입곡)
  - 작은새(삽입곡)
  - 당신을 비추는 달이 되겠어요(엔딩 곡)
- 프로듀서 - 콘도 마키

## 같이 보기
- Sultan ~The Lovesong is Forever~
- Dear My Friend
- 사쿠라 슈트랏세

위 작품 모두 《만약 내일이 맑다면》과 동일한 제작 스태프이다.
light의 Dear My Friend에서는 본 작품의 성우인 니시다 코무기와 잇시키 히카루가 히로인의 목소리를 담당했다.